# Parachalciope mahura
Parachalciope mahura är en fjärilsart som beskrevs av Felder 1874. Parachalciope mahura ingår i släktet Parachalciope och familjen nattflyn. Inga underarter finns listade i Catalogue of Life.